# Dmytro Suiarko
Dmytro Suiarko (en ukrainien : Дмитро Суярко), né le 22 octobre 1996 à Tchernihiv, est un fondeur et biathlète handisport ukrainien malvoyant.

## Palmarès

### Jeux paralympiques d'hiver

#### Ski de fond
| Épreuve / Édition   | relais | sprint        | 10 km | 20 km |
| ------------------- | ------ | ------------- | ----- | ----- |
| JP 2018 Pyeongchang | -      | 1/2 finaliste | -     | -     |

#### Biathlon
| Épreuve / Édition   | 7,5 km Malvoyants | 12,5 km Malvoyants | 15 km Malvoyants |
| ------------------- | ----------------- | ------------------ | ---------------- |
| JP 2018 Pyeongchang | 6e                | 9e                 | 6e               |
| JP 2022 Pékin       | Bronze            |                    |                  |